# Programa Surveyor

Pousos do Programa Surveyor em amarelo.

O Programa Surveyor consistiu do envio de sete espaçonaves não tripuladas para a Lua entre maio de 1966 e janeiro de 1968, com alunissagem suave e sem retorno (embora a Surveyor 6 tenha se tornado a primeira espaçonave a decolar da superfície lunar).
O projeto foi conduzido por uma associação entre a NASA e o JPL, tendo como principal fornecedor a Hughes Aircraft. A negociação original, previa o custo de US$ 67 milhões mas acabou custando 5,4 vezes mais, totalizando: US$ 365 milhões.

## Características

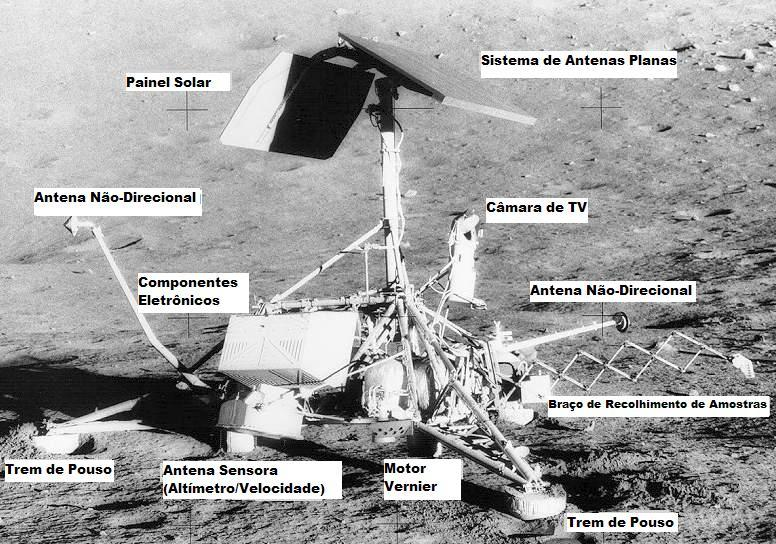
Diagrama do veículo de alunissagem Surveyor (NASA)

O objetivo primário do Programa Surveyor era demonstrar a possibilidade de um pouso suave na Lua. Tal foi feito como preparativo para o Projeto Apollo, mas executou vários outros serviços além do seu objetivo principal. A capacidade para uma espaçonave fazer mudanças de curso em voo foi demonstrada, e os módulos de pouso carregavam instrumentos para ajudar na avaliação da conveniência de seus locais de pouso para as alunissagens tripuladas do Projeto Apollo.
As espaçonaves Surveyor eram enviadas em uma trajetória de impacto lunar. Elas não orbitavam a Lua antes do pouso, apenas seguiam em alta velocidade para o "alvo" pretendido, a  cerca de 9 700 km/h. Os propulsores tinham que ser acionados no momento exato mantendo a orientação perfeita e em comunicação constante com a Terra até o momento do pouso.
O Surveyor Shovel (Pá do Surveyor) foi um projeto para determinar a composição da superfície da Lua. As Surveyor 3 a 7, levavam uma pá robótica projetada para cavar a superfície e determinar a composição dos materiais. Antes deste projeto, era incerto quão funda era a camada de pó sobre a Lua. Se a poeira fosse muito profunda, os astronautas não poderiam pousar.

## As missões
| Surveyor # | Lançamento             | Chegada à Lua          | Resultados          | Localização                       |
| ---------- | ---------------------- | ---------------------- | ------------------- | --------------------------------- |
| 1          | 30 de maio de 1966     | 2 de junho de 1966     | Missão bem-sucedida | pousou no Oceanus Procellarum     |
| 2          | 20 de setembro de 1966 | 23 de setembro de 1966 | Falha parcial       | caiu próximo a cratera Copernicus |
| 3          | 17 de abril de 1967    | 20 de abril de 1967    | Missão bem-sucedida | pousou no Oceanus Procellarum     |
| 4          | 14 de julho de 1967    | 17 de julho de 1967    | Falha parcial       | caiu no Sinus Medii               |
| 5          | 8 de setembro de 1967  | 11 de setembro de 1967 | Missão bem-sucedida | pousou no Mare Tranquillitatis    |
| 6          | 7 de novembro de 1967  | 10 de novembro de 1967 | Missão bem-sucedida | pousou no Sinus Medii             |
| 7          | 7 de janeiro de 1968   | 10 de janeiro de 1968  | Missão bem-sucedida | pousou próximo a cratera Tycho    |

Nota: a Apollo 12 pousou bem próximo do local de alunissagem da Surveyor 3, tendo recuperado vários componentes daquela sonda e trazendo-os de volta a Terra para estudo.